# Národnostní složení České republiky
Jako národnostní složení České republiky se v současnosti chápe národnostní složení samostatné České republiky.

## Současné národnostní složení
V roce 2021 se uskutečnilo sčítání lidu, ve kterém se zjišťovala i národnost. Tato možnost byla nepovinná. Následující tabulka obsahuje pouze národnosti s více než 5 000 obyvateli a oficiální menšiny.
| Národnost      | Obyvatelé hlásící se k dané národnosti | Obyvatelé hlásící se k dané národnosti | Obyvatelé hlásící se k dané národnosti |                   |                            |
| Národnost      | výhradně                               | v kombinaci s další národností         | celkem                                 | status            | Článek                     |
| česká          | 6 033 014                              | 382 090                                | 6 415 104                              |                   |                            |
| neuvedeno      |                                        |                                        | 3 321 058                              |                   |                            |
| moravská       | 359 621                                | 197 020                                | 556 641                                |                   |                            |
| slezská        | 12 451                                 | 18 850                                 | 31 301                                 |                   |                            |
| evropská       | 3 741                                  | 20 835                                 | 24 576                                 |                   |                            |
| československá | 7 655                                  | 6 872                                  | 14 527                                 |                   |                            |
| jiná           | 23 808                                 | 23 681                                 | 47 489                                 |                   |                            |
| americká (USA) | 1 989                                  | 4 312                                  | 6 301                                  |                   |                            |
| běloruská      | 4 030                                  | 1 099                                  | 5 129                                  | oficiální menšina | Běloruská menšina v Česku  |
| bulharská      | 6 073                                  | 1 606                                  | 7 679                                  | oficiální menšina | Bulharská menšina v Česku  |
| chorvatská     | 1 167                                  | 1 247                                  | 2 414                                  | oficiální menšina |                            |
| maďarská       | 5 969                                  | 5 284                                  | 11 253                                 | oficiální menšina | Maďarská menšina v Česku   |
| mongolská      | 6 233                                  | 609                                    | 6 842                                  |                   | Mongolská menšina v Česku  |
| německá        | 9 128                                  | 15 504                                 | 24 632                                 | oficiální menšina | Německá menšina v Česku    |
| polská         | 26 802                                 | 11 416                                 | 38 218                                 | oficiální menšina |                            |
| romská         | 4 458                                  | 17 233                                 | 21 691                                 | oficiální menšina |                            |
| rumunská       | 3 208                                  | 2 761                                  | 5 969                                  |                   |                            |
| rusínská       | 608                                    | 1 296                                  | 1 904                                  | oficiální menšina |                            |
| ruská          | 25 296                                 | 9 210                                  | 34 506                                 | oficiální menšina | Ruská menšina v Česku      |
| řecká          | 2 069                                  | 2 008                                  | 4 077                                  | oficiální menšina | Řecká menšina v Česku      |
| slovenská      | 96 041                                 | 66 537                                 | 162 578                                | oficiální menšina | Slovenská menšina v Česku  |
| srbská         | 2 914                                  | 1 187                                  | 4 101                                  | oficiální menšina |                            |
| ukrajinská     | 78 068                                 | 14 824                                 | 92 892                                 | oficiální menšina | Ukrajinská menšina v Česku |
| vietnamská     | 31 469                                 | 7 254                                  | 38 723                                 | oficiální menšina | Vietnamská menšina v Česku |

## Oficiálně uznané menšiny
Oficiálně uznané menšiny mají své zástupce v Radě vlády pro menšiny. Mají také nárok na finanční prostředky k rozvíjení jejich kultury. Aby se menšina stala oficiálně uznanou, musí v České republice žít dlouhodobě dostatek občanů této národnosti s českým občanstvím.
Seznam oficiálně uznaných menšin (řazeno abecedně)
- Běloruská menšina
- Bulharská menšina
- Chorvatská menšina
- Maďarská menšina
- Německá menšina
- Polská menšina
- Romská menšina
- Rusínská menšina
- Ruská menšina
- Řecká menšina
- Slovenská menšina
- Srbská menšina
- Ukrajinská menšina
- Vietnamská menšina